# Кафявоврат гарван
Кафявоврат гарван (Corvus ruficollis) е вид птица от семейство Вранови (Corvidae). Видът е незастрашен от изчезване.

## Разпространение
Разпространен е в Афганистан, Алжир, Буркина Фасо, Кабо Верде, Чад, Джибути, Египет, Еритрея, Етиопия, Иран, Ирак, Израел, Йордания, Казахстан, Кения, Кувейт, Либия, Мали, Мавритания, Мароко, Нигер, Нигерия, Оман, Пакистан, Палестина, Саудитска Арабия, Сенегал, Сомалия, Южен Судан, Сирия, Таджикистан, Тунис, Туркменистан, Обединените арабски емирства, Узбекистан, Западна Сахара и Йемен.